# Ramón Serrano Súñer
Ramón Serrano Súñer, född 12 september 1901 i Cartagena, död 1 september 2003 i Madrid, var en spansk jurist och fascistisk politiker. Han var Spaniens inrikesminister 1938–40 och utrikesminister 1940–42, under Francisco Franco. Súñer var svåger till Francos hustru Carmen Polo.

## Biografi
Mellan 1933 och 1936 var Súñer ledamot i Cortes Generales, det spanska parlamentet, för högerpartiet CEDA. Vid spanska inbördeskrigets utbrott 1936 fängslades han i Madrid, som då styrdes av republikanerna. Året därpå lyckades han fly fängelset, och anslöt sig till nationalisterna under Francisco Franco. År 1938 utsågs Súñer till inrikesminister i Francos regering. På denna post fick han uppdraget att utveckla statsapparaten och konsolidera Falangistpartiets makt omedelbart efter inbördeskriget.
Súñer beundrade tidigt den tyska nazismen och Hitler, och efter andra världskrigets utbrott 1939 verkade han för att Spanien skulle ansluta sig till axelmakterna. I synnerhet efter slaget om Frankrike fick hans hållning även gehör hos Franco, som i oktober 1940 utsåg Súñer till utrikesminister. Då Spanien ställde en rad villkor för att gå in i kriget på Nazitysklands sida – bland annat rörande ekonomiskt och militärt stöd, samt krav om att få en rad ockuperade territorier överförda till Spanien (däribland Gibraltar efter ett framtida brittiskt nederlag, samt Marocko och Algeriet) – skedde detta emellertid aldrig. Det var på Súñers initiativ som den så kallade "blå divisionen", en enhet bestående av spanska frivilliga som stred tillsammans med Nazityskland mot Sovjetunionen under operation Barbarossa, bildades 1941.
Efter att motsättningarna mellan falangister och carlister tilltagit inom Francos regim åsidosattes Súñer från sin post som utrikesminister 1942, och verkade därefter som jurist i Madrid. År 1961 var han delaktig i att ge logistiskt stöd till den franska underjordiska militärorganisationen OAS och dess ledare, general Raoul Salan, då dessa planerade en statskupp mot Frankrikes president de Gaulle.